# Nazismo na Europa
O Nazismo na Europa é a principal vertente do nazismo no mundo e tem impactos desde 1919 com a fundação do Partido Nazista até o século XXI com o partido Frente Nacional que está associado a nível internacional ao Partido nacional-socialista ucraniano, Partido Nacional Britânico, a Frente Nacional francesa dentre outros partidos fascistas, autoritários e/ou de extrema direita que conseguem repercutir sua influência entre líderes empresariais. O movimento nazista europeu foi ideologicamente sustentado por lideranças norte-americanas como H. L. Mecken, Henry Ford e Alfred P. Sloan desde seu início. O nazismo europeu também influenciou ideologias de renome internacional como o neoconservadorismo e para a academia, o anticomunismo foi uma das causas da Segunda Guerra Mundial. Mais de 1.700 cidades, 70.000 aldeias e 32.000 empresas industriais foram destruídas com apoio da grande burguesia internacional só na antiga URSS. No século XXI, a eleição de Donald Trump reenergizou grupos neofascistas na Europa. O nazismo é sempre descrito como um movimento político de extrema direita.

## Reino Unido e BENELUX
Um dos fundadores de instituições importantes no Reino Unido como a SAS era um nazista convicto e Hitler queria colocar um membro da coroa britânica para governar aquelas ilhas. Em 1938, a seleção bretã chegou inclusive a fazer uma saudação de Heil Hitler durante o jogo entre esse time e a seleção germânica. O Partido Nacional Britânico desempenhou uma forte campanha no BREXIT em 2016 e outras monarquias como a do Bernardo de Lippe-Biesterfeld participaram da SS durante a Segunda Guerra Mundial lideranças europeias em geral foram chamadas por Erdogan de nazistas em 2017. O presidente de Belarus, Aleksandr Lukashenko declarou também que a campanha dos aliados europeus da OTAN contra Muammar al-Gaddafi foi nazista. A Unesco foi fortemente influenciada por ideias eugênicas-darwinistas do período pré segunda guerra de seu fundador Julian Huxley cuja família era muito próxima de Charles Darwin e houve uma proposta para a Assembléia Geral de que a Unesco passaria a comandar o processo de eugenia, mas com o fim de seu financiamento por parte dos Estados Unidos e Reino Unido, a proposta teve de ser adiada e modificada O país também tentou apaziguar o nazismo durante a guerra.
Foram vistos em uma festividade o Henrique de Gales com uma braçadeira nazista e comemorando com um copo de álcool na mão, sendo que ele pediu desculpas depois apesar de não ter dado demais explicações. Já Eduardo VIII do Reino Unido disse em entrevista em 1970 que Hitler não era uma pessoa má. Os nobres Günther von Reibnitz que era pai da Maria Cristina, Princesa Miguel de Kent e Cristóvão de Hesse-Cassel eram membros da Família Real Britânica que nasceram na Alemanha e eram membros honorários da SS e Jorge VI do Reino Unido assim como sua esposa Wallis, Duquesa de Windsor pediram publicamente que que se evitasse uma guerra contra a Alemanha Nazi e o Churchill entrou em atrito com o rei que tinha apoiado Chamberlain e a sua política de cessão de territórios. Nazistas ucranianos exilados em Londres também possuem um museu em memória do líder nazista ucraniano Stephan Bandera. Líderes do maior movimento anti-imigração da Europa, o PEGIDA demonstram apreço ao hitlerismo. e a Ordem de Orange fez várias manifestações de apoio ao nazismo no facebook. Em 2016 na Escócia um grupo neonazi foi proscrito mas continua ativo. Foram praticados na Segunda Guerra 140 pogroms com 35 mil vítimas. Uma quantidade relevante de lideranças do Partido Conservador se assumiram antissemitas. Atualmente em desafio a Unesco do século XXI a Bélgica comemora o nazismo no Carnaval.

## Mediterrâneo
Em 1917, Benito Mussolini foi pago pelo Reino Unido para ser um agitador xenófobo durante a Primeira Guerra Mundial. Em 1941 foi feito um concurso internacional de charges antissemitas no país sobre a salvaguarda do Terceiro Reich e promovido pelo jornal Je suis partout além de bancos e indústrias estrangeiras terem explorado a economia francesa em campos de concentração a favor do esforço de guerra alemão e de ter mandado 13 mil judeus para a câmara de gás no estrangeiro apenas no ano de 1942. Destacados intelectuais neonazis como o italiano Julius Evola revisitam o antissemitismo na antiguidade e dão a ele uma roupagem nova mais pagã, orientarista e new age revisando a doutrina nazi original além de outro autor italiano chamado Vilfredo Pareto ter sido o mentor intelectual de Benito Mussolini e um dos maiores defensores do nazi-fascismo a nível internacional. Portugal teve um movimento fascista ativo que visou durante a Revolução dos Cravos a continuidade do banimento do Partido Comunista Português. Alguns autores descrevem o Estado Novo como um regime fascista. O movimento antinazi foi apropriado inclusive por antigos fascistas franceses como propaganda em 2017 O Vaticano apoiou lavagem de dinheiro e fuga de nazistas no pós guerra. e o antifascismo na FRança fortaleceu os comunistas do país. O Vaticano ficou também desesperado com a possibilidade da URSS desfrutar da vitória sob os nazistas. Durante a guerra, uma divisão de nazistas negociaram a sua rendição com norte-americanos sem o envolvimento dos soviéticos em 1944 na Itália, deixando muitos deles fugirem, inclusive o homicida de 300 mil judeus Karl Wolff. Grupos neonazis da Grécia por exemplo estavam envolvidos no assassinato de celebridades da música do país em 2013. Na Espanha houve enfrentamentos entre o partido PODEMOS e grupos neonazis locais em 2017. Os acadêmicos do Gatestone Institute afirmam que a perseguição aos muçulmanos na europa pelos neonazistas é semelhante ao próprio nazismo no século XX com relação aos judeus. O Jean-Marie Le Pen disse que sua sua filha é menos parecida com Trump do que ele próprio em 2017. O Steve Bannon afirmou em resposta a Campanha eleitoral francesa também que "a história está ao nosso lado" e que em relação a Marine "podem nos chamar de racistas". A Marine Le Pen assim como outros partidos de extrema direita europeus são particularmente populares em países como Rússia além de se identificarem paradoxalmente com o Vladimir Putin e declararem apoio ao Bashar al-Assad além de Hitler ser popular na Ásia Meridional no Século XXI. A Marine Le Pen assim como outros partidos de extrema direita europeus são particularmente populares em países como Rússia além de se identificarem paradoxalmente com o Vladimir Putin e declararem apoio ao Bashar al-Assad além de Hitler ser popular na Ásia Meridional no Século XXI. O nazismo francês não era mais desigual do que os Estados Unidos na era Obama.

## Balcãs e Leste Europeu
Houve tentativas de se restaurar governos fascistas em 1949 na Albânia e com sucesso na Grécia de 1944. A Croácia teve um governo durante a ocupação nazista cujo chefe também era chamado de Führer, praticando boa parte do genocídio contra os antigos iugoslavos, cujos seguintes pontos foram aplicados em 1941: A criação de uma Grande Croácia com a Bósnia e Herzegovina e alguns outros territórios eslavos do Sul, extermínio de todos os sérvios ortodoxos de uma maior Croácia ou a sua Croatização e reconhecimento apenas da minoria búlgara, numa tentativa de suprimir todos os grupos indesejados: sérvios, judeus, ciganos, croatas dissidentes e outros, chegando a matar até 700 mil pessoas durante a guerra, dos quais 500 mil eram da etnia sérvia. Os fascistas poloneses fizeram pogroms contra judeus inclusive no pós-Segunda Guerra. Na Croácia foi efetuada em 2018 a maior marcha neonazi regular do Século XXI na Europa com 10 mil croatas.
Exilados ucranianos nazistas se organizaram fora de seu país contra a URSS desde os anos 30 durante o holodomor e o atual movimento nazista no país conseguiu pressionar seu governo para votar contra uma resolução antifa na ONU e ter uma forte assistência militar internacionais sejam elas estatais ou privadas, inclusive fora da Europa. O movimento nazi ucraniano por exemplo tem como uma das suas características mais marcantes no século XXI a homofobia. Em países como a Chéquia, o movimento nazista fez pressão para que políticos do país não comparecessem a festividades antinazistas no exterior. Na Grécia, o movimento nazi teve alta representação no parlamento desde 2008. Em países como Turquia, o Mein Kampf virou best-seller de vendas em 2015. No século XXI é considerado que a Rússia possua a maior quantidade de organizações neonazis do mundo, a maioria de inspiração neopagã. O próprio Erdogan tem chamado lideranças europeias de nazistas em 2017. Atualmente só na Ucrânia existem mais de mil organizações neonazistas de média e grande envergadura. O governo ucraniano da época de Stephan Bandera se perpetuou no exílio até a queda da União Soviética.
Gestapo e Abwehr eram instituições oficiais protegidas seguidoras de Bandera, como ambas as organizações pretendiam usá-lo para seus próprios propósitos. Nazistas cooperaram intensamente com o governo fantoche ucraniano. No pós guerra, as nações cativas fundaram a organização Liga Antibolchevique Mundial com presença proeminente neonazi. A sede go governo fanthe no final da guerra na prática ficava na embaixada da Ucrânia em Berlim. O antissemitismo ucraniano era anti-esquerda e preconizava o extermínio do povo judeu ao invés de sua assimilação. Os nacionalistas ucranianos também estavam entre as principais lideranças da Operação Barbarossa com a presença de Bandera e Stetsko. Esses nazistas recebem apoio dos Estados Unidos até o século XXI. Na Croácia foi efetuada em 2018 a maior marcha neonazi regular do Século XXI na Europa com 10 mil croatas.
Conforme Vladimir Putin, a Ucrania possui um governo nazista. Apesar do país possuir um governo democrático e um governante representante de minoria religiosa (massacrado pelo nazismo), é considerado um celeiro de diferentes milícias neonazistas, que ganharam prestígio de parte da população local devido combater a Rússia duas vezes em 2014: tomada da Crimeia e apoio aos rebeldes pró-Rússia no leste da Ucrânia.
Ultranacionalistas e neonazistas entraram em combates contra os russos formando tropas paramilitares, que as vezes atuam com as Forças Armadas do país. Estando na frente de combate no leste da Ucrânia atualmente. Foram estimulados por alguns governos, como o de Petro Poroshenko (2014-2019), com seu ministro do Interior, Arsen Avakov controlando as milícias, a polícia e a Guarda Nacional. Era ligado ao líder de um dos principais grupos da direita radical, o Azov;  que treina militarmente crianças.

## Alemanha e Escandinávia
Antes do nascimento do nazismo já no século XIX, uma sociedade parecida com a nazista na Alemanha foi prevista por Ernest Renan. Líderes empresariais no mundo inteiro também apoiaram e apoiam o movimento nazista no país e um dos seus principais braços foi no Brasil. No século XXI, as obras de Hitler quebram o recorde de vendas no país e historicamente o nazismo alemão foi proeminentemente anti-eslavo e antissemita. A noção de guerra humanitária foi inventada pelos nazistas daquele durante a Segunda Guerra Mundial. Quase 500 nazistas estão em liberdade na Alemanha. Em 2017, um festival de rock nazista atraiu na cidade alemã de Themar mais gente do que habitava a própria cidade. Em 2011, a Noruega viveu a maior onda de violência de extrema-direita desde a Segunda Guerra Mundial. Muitos jornalistas alemães sobre o manto da liberdade de expressão defendem o nazismo no país. Nazistas também estavam vendendo camisas na Alemanha em 2017 para a preparação para a copa do mundo de 2018. A torcida organizada do Sportgemeinschaft Dynamo Dresden e.V. em 2017 participou em grande número de saudações nazistas em um jogo entre as seleções chéquia e alemã para as eliminatórias para copa do mundo de 2018 na Rússia.